# Ivan Dimitrijevič Ilovajski
Ivan Dimitrijevič Ilovajski (rusko Ива́н Дми́триевич Илова́йский), ruski general, * 1767, † 1827.
Bil je eden izmed pomembnejših generalov, ki so se borili med Napoleonovo invazijo na Rusijo; posledično je bil njegov portret dodan v Vojaško galerijo Zimskega dvorca.

## Življenje
Njegov oče je bil general konjenice Dimitrij Ivanovič Ilovajski.
21. maja 1772 je vstopil v Atamanski kozaški polk; 17. marca 1775 je bil povišan v sotnika. Med letoma 1782 in 1786 je bil v sestavi donskih polkov na Kavkazu; boril se je tako proti gorskim plemenom kot proti Turkom. 
13. decembra 1797 je bil povišan v polkovnika in 6. maja 1799 še v generalmajorja. Udeležil se je vojne četrte koalicije ter patriotske vojne. 
Zaradi bolezni se je 4. decembra 1827 upokojil.